# Los libros del maestro
Los libros del maestro es la primera novela de género histórico del ingeniero, político y escritor español Rafael Valdivia Blánquez. Fue publicada en 2023 por la Editorial Samarcanda. Narra la vida de un maestro republicano llamado don Miguel y su relación especial con un adolescente llamado Pablo a través de los libros de su biblioteca.   

## Argumento

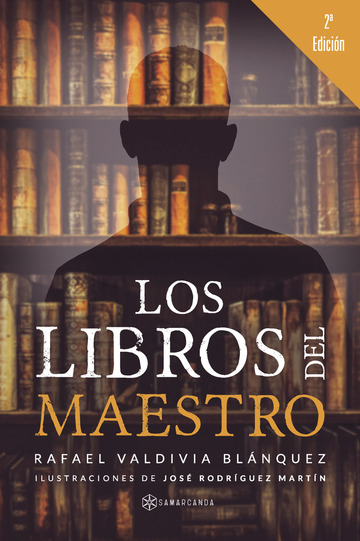
Portada de la segunda edición de Los Libros del Maestro

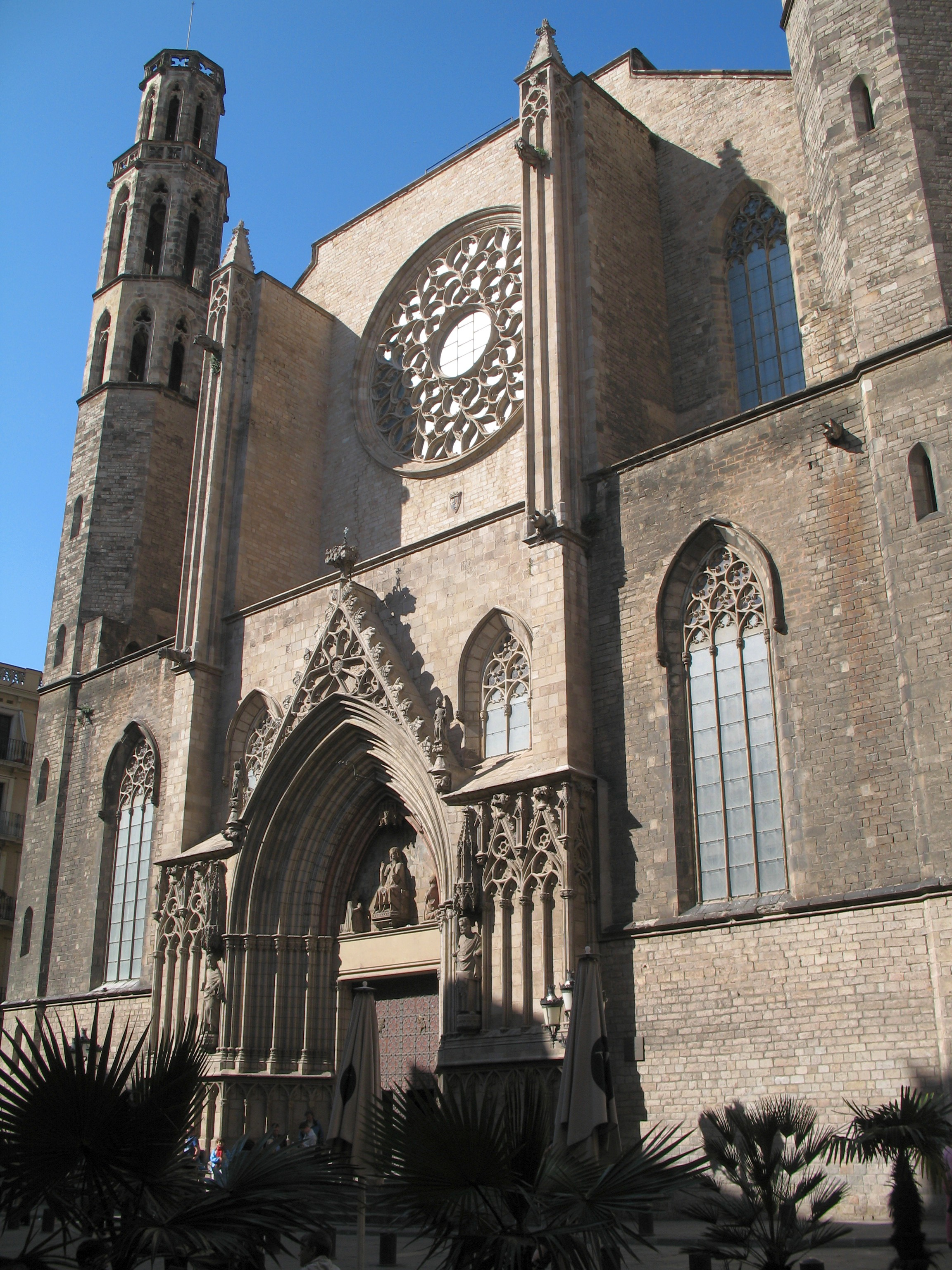
Templo real de la Santa María del Mar, en Barcelona.

## Personajes

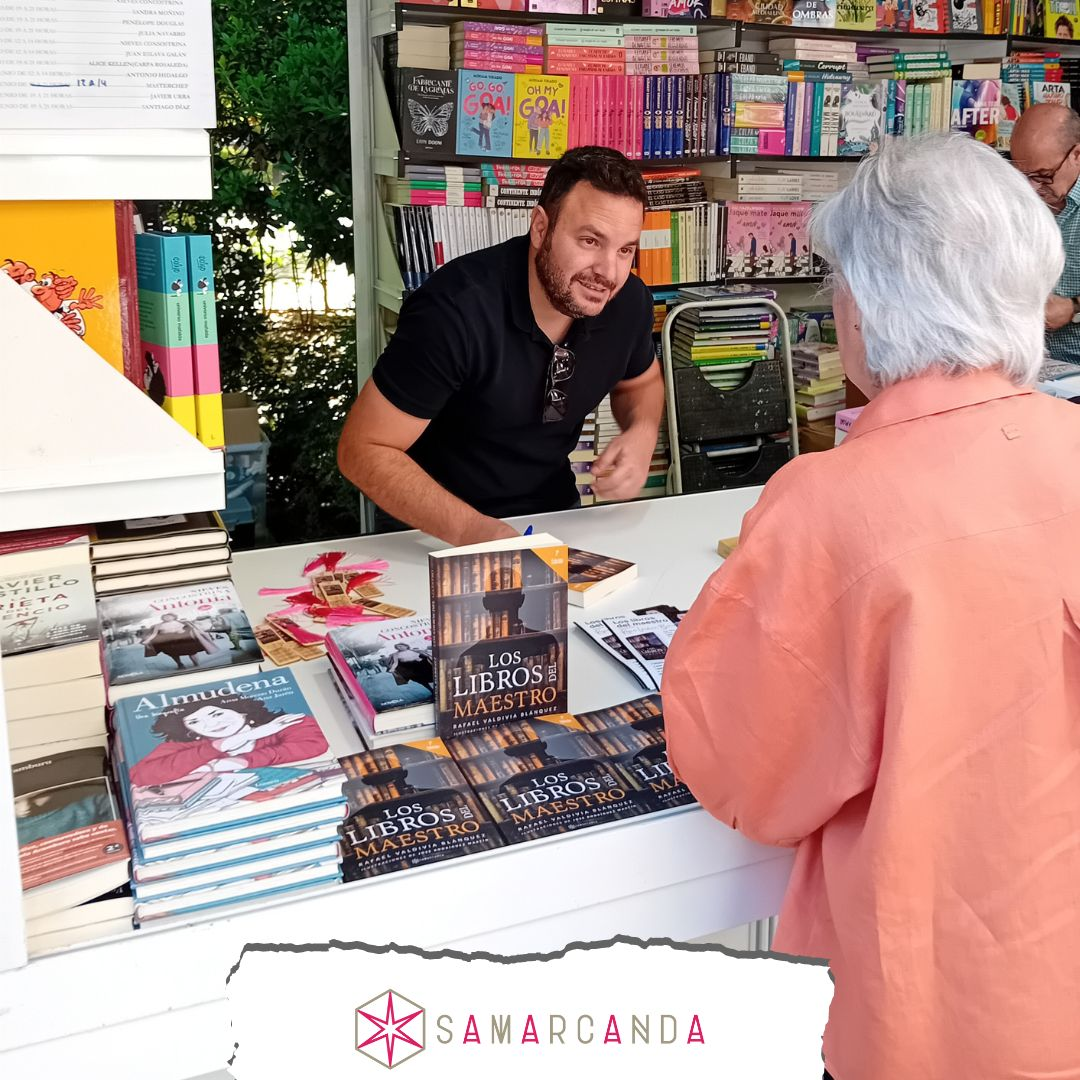
El autor en la Feria del Libro de Madrid 2024

## Adaptaciones
El 23 de mayo de 2018, Antena 3 emitió, en prime time, la serie homónima basada en la novela, que consta de ocho episodios, cada uno de ellos de aproximadamente 50 minutos de duración. El estreno del primer capítulo logró casi 4 millones de espectadores, y un 22,8% de cuota de audiencia.